# Chen Huijia
Chen Huijia (Wenzhou (Zhejiang), 5 april 1990) is een Chinese zwemster. Ze vertegenwoordigde haar vaderland op de Olympische Zomerspelen 2008 in Peking, China.

## Carrière
Bij haar internationale debuut, op de Pan Pacific kampioenschappen zwemmen 2006 in Victoria, eindigde Chen als twaalfde op de 200 meter schoolslag en als vijftiende op de 100 meter schoolslag, op de 200 meter wisselslag strandde ze in de series. 
In Melbourne nam de Chinese deel aan de wereldkampioenschappen zwemmen 2007, op dit toernooi werd ze uitgeschakeld in de series van de 50 en de 100 meter schoolslag. 
Tijdens de Olympische Zomerspelen van 2008 in Peking strandde Chen in de halve finales van de 100 meter schoolslag. 
Op de Wereldkampioenschappen zwemmen 2009 in Rome, Italië werd de Chinese uitgeschakeld in de halve finales van de 100 meter schoolslag en in de series van de 200 meter schoolslag, samen met Zhao Jing, Jiao Liuyang en Li Zhesi veroverde ze, met een wereldrecord, de wereldtitel op de 4x100 meter wisselslag.
In Dubai nam Chen deel aan de wereldkampioenschappen kortebaanzwemmen 2010, op dit toernooi strandde ze in de halve finales van de 100 meter schoolslag.

## Internationale toernooien
| Jaar | Olympische Spelen   | WK langebaan                                                  | WK kortebaan        | PanPacs                                                     |
| ---- | ------------------- | ------------------------------------------------------------- | ------------------- | ----------------------------------------------------------- |
| 2006 |                     |                                                               | geen deelname       | 15e 100m schoolslag 12e 200m schoolslag 21e 200m wisselslag |
| 2007 |                     | 22e 50 m schoolslag 22e 100 m schoolslag                      |                     |                                                             |
| 2008 | 12e 100m schoolslag |                                                               | geen deelname       |                                                             |
| 2009 |                     | 12e 100m schoolslag · 19e 200m schoolslag · 4x100m wisselslag |                     |                                                             |
| 2010 |                     |                                                               | 13e 100m schoolslag | geen deelname                                               |

## Persoonlijke records
Bijgewerkt tot en met 17 december 2010

### Kortebaan
| Afstand         | Tijd    | Datum            | Plaats |
| --------------- | ------- | ---------------- | ------ |
| 50m schoolslag  | 31,06   | 13 oktober 2010  | Peking |
| 100m schoolslag | 1.06,66 | 17 december 2010 | Dubai  |
| 200m schoolslag | 2.30,38 | 13 oktober 2010  | Peking |

### Langebaan
| Afstand         | Tijd    | Datum        | Plaats   |
| --------------- | ------- | ------------ | -------- |
| 50m schoolslag  | 30,94   | 1 april 2009 | Shaoxing |
| 100m schoolslag | 1.07,27 | 27 juli 2009 | Rome     |
| 200m schoolslag | 2.26,82 | 30 juli 2009 | Rome     |